# ネット右翼の矛盾
ネット右翼の矛盾（ネットうよくのむじゅん）とは、2013年1月26日に宝島社から出版された書籍の名称。著者は山本一郎、中川淳一郎、安田浩一の三人。インターネット上で過激な発言を繰り返し、近年になってからは現実社会において外国人や企業などに対してデモ活動を行うまでになっているネット右翼という連中を批判する書籍。ネット右翼というのはどのような人々であり、どのような生活をして、どのような考えを持っているかが述べられている。またネット右翼の発言というのは一見正当に見えるものの、その内面は矛盾に満ちているということについても述べられている。